# História da Somália (1991–2006)

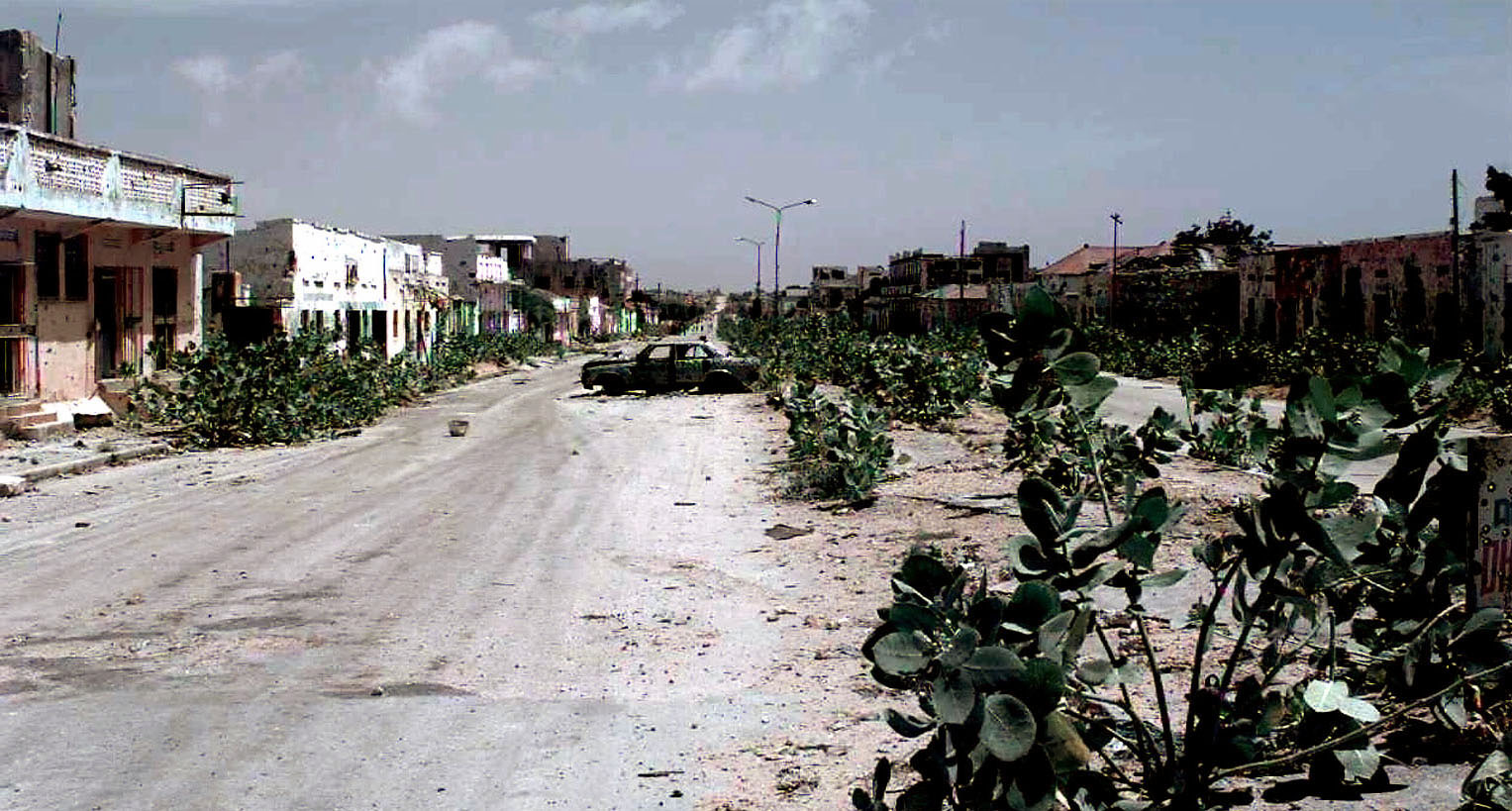
Uma rua abandonada em Mogadíscio em 1993, logo após a queda do regime de Siad Barre.

A Somália de 1991 a 2006 é citada como um exemplo real de uma sociedade sem estado e sistema jurídico. Desde a queda do governo de Siad Barre em Janeiro de 1991, não existiu nenhum governo nacional permanente na Somália, até o início do Governo Federal de Transição. Grandes áreas do país, tais como Puntland e Galmudug, são regiões autônomas não reconhecidas internacionalmente, enquanto que a Somalilândia é um Estado soberano de facto. As áreas restantes, incluindo a capital Mogadíscio, foram divididas em territórios menores governados pelo senhores da guerra rivais. Em muitas áreas não havia (e ainda não há) nenhuma regulamentação formal ou requisitos de licenciamento para empresas e indivíduos.
A Somália é atualmente reivindicada como território soberano do Governo Federal de Transição, reconhecido internacionalmente como o Governo da Somália. Antes de dezembro de 2006, o GFT controlava somente a cidade de Baidoa, a sexta maior cidade.. A intervenção das forças do governo etíope após a ascensão da União das Cortes Islâmicas, que culminou com a derrota deste último na Batalha de Baidoa, permitiu que o GFT expandisse seu controle sob a proteção dos etíopes. O GFT não tem sido capaz de efetivamente cobrar impostos, não tem finanças notáveis ou base de poder real, e tem lutado para exercer o controle sobre Mogadíscio desde sua tentativa de se mover no final de dezembro de 2006. No entanto, o GFT já foi capaz de tomar a maior parte da Somália, e está lutando para consolidar seu controle e estabelecer a lei e a ordem.
Benjamin Powell argumenta que a apatridia trouxe mais ordem e menos caos que havia no estado anterior, e o economista Alex Tabarrok alega que a Somália no período apátrida forneceu um "teste original da teoria da anarquia" , em alguns aspectos perto do que é defendido pelos anarco-capitalistas David Friedman e Murray Rothbard, embora isso seja contestado por vários anarquistas de ambas as partes, os capitalistas e os anticapitalistas, que afirmam que não é anarquia, mas simplesmente o caos, talvez resultante da distribuição desigual de poder e da intromissão de vizinhos e de nações desenvolvidas como os Estados Unidos. A experiência da Somália desde o colapso do Estado e, especialmente, o fracasso da intervenção internacional, ofereceu um claro desafio aos elementos da teoria econômica convencional e a ordem política e social e as próprias premissas em que a diplomacia ocidental e agências de desenvolvimento operam, e, em particular, nas palavras do antropólogo Peter D. Little, "suposições sobre o papel dos Estados na manutenção da ordem e dos serviços".

## Estado de Direito
Após a queda do regime de Siad Barre nenhum governo oficial assumiu a Somália e nenhum código de leis formal foi proclamado. Enquanto algumas áreas urbanas, como Mogadíscio, passaram a ter forças policiais privadas, outras áreas do país simplesmente voltaram às origens tradicionais da estrutura jurídica do país, com clãs familiares governando locais e resolvendo disputas. Chamados de "lendários individualistas" pelo The New York Times, os somalis são identificados como particularmente propícios a se adequar em um sistema anarquista pelas suas características sociais. De acordo com estudiosos de ciências sociais, devido ao seu estilo de vida pastoril, muitos somalis não se sentem bem com sistema jurídicos estatais formalizados. As preferências políticas baseiam-se em clãs e regiões ao invés de partidos políticos o que, de acordo com Escritório das Nações Unidas para a Coordenação de Assuntos Humanitários, faz com que a sustentação de um sistema  político centralizado seja difícil.
De acordo com o antropólogo Spencer MacCallum, o Xeer é o responsável pelo "sucesso da Somália sem um governo central, uma vez que proporciona um autêntico Estado de Direito para apoiar o comércio de desenvolvimento econômico". No Xeer, a lei é definida em termos de direitos de propriedade e a justiça penal é compensatória ao invés de punitiva. Toda forma de tributação é proibida de forma inequívoca. De acordo com  Powell et al. (2006), a existência de um sistema de resolução de conflitos possibilitou uma ordem econômica básica na Somália durante o período. MacCallum compara o Xeer à common law da Escócia no século VI e observa que não há nenhum monopólio sobre a polícia ou serviços judiciais, uma condição da lei policêntrica. No entanto, um ponto fraco desse sistema é que ele mostra-se ineficaz no tratamento de litígios e em fazer cumprir as resoluções que ultrapassam os limites de um clã.
A inexistência de qualquer guarda costeira eficaz fez com que o território marítimo da Somália se transformasse em um território livre para qualquer navegação e permitiu o desenvolvimento da pirataria somali. O desenvolvimento da atividade foi formando organizações piratas que se auto-proclamam voluntárias de defesa contra pesca ilegal e despejo resíduos tóxicos, como, por exemplo, a Guarda Nacional Costeira da Somália.

## Condições sociais
O grupo de ajuda internacional Médecins Sans Frontières afirmou que o nível de violência diária durante este período foi "catastrófico". Uma estatística de 2000 indicou que apenas 21% da população tinha acesso à água potável naquela época, e a Somália possuía uma das maiores taxas de mortalidade infantil no mundo, com 10% de crianças morrendo ao nascer e 25% dos sobreviventes do parto morrendo antes dos cinco anos. Além disso, "a alfabetização de adultos é estimada por ter diminuído a partir do nível já reduzido de 24 % em 1989 para 17,1% em 2001". Um estudo mais recente em 2003 relatou que a taxa de alfabetização era de 19%. O impacto sobre o desenvolvimento humano na Somália do colapso do governo e a consequente guerra civil foi profundo, levando ao colapso das instituições políticas, a destruição da infra-estrutura social e econômica e migrações massivas internas e externas.

## Organização social
Na ausência de funcionamento das instituições governamentais e regulamentares, elas foram suplantadas pelo setor privado e a lei do clã. Analistas identificam evidências de áreas onde o setor privado foi adaptado ao ambiente apátrida. Um estudo de 2004 do Banco Mundial sobre a economia da Somália concluiu que "talvez seja mais fácil do que normalmente se pensa para os sistemas básicos de finanças e alguns serviços de infra-estrutura funcionarem onde o governo é extremamente fraco ou ausente." The New York Times se refere ao Estado pós-Mogadíscio como "o maior exemplo de desregulamentação", sublinhando que "[corajosos] empresários, incluindo algumas mulheres, abriram seus próprios hospitais, escolas ... empresas de telefonia, usinas de energia e portos.". O jornalista Kevin Sites, informou que "a Somália, embora brutalmente pobre, é uma espécie de sonho libertário. Floresce a livre iniciativa e uma vigorosa concorrência comercial que é a única forma de regulamentação.

### Telecomunicações
A Somália possui o melhor sistema de comunicações da África, com uma variedade de empresas que atendem escritórios e residências com um serviço satisfatório, inclusive de longa distância e internacional, por cerca de 10 dólares ao mês. O tempo de espera para a instalação de uma linha fixa é de apenas três dias, enquanto no vizinho Quênia, onde predomina o monopólio estatal sobre a telefonia, as listas de espera alongam-se por anos. De acordo com o Banco Mundial, o fato de somente 1,5% da população do país ter uma linha telefônica resultou no surgimento de dez empresas de telefonia ferozmente competitivas. Segundo relatório do CIA World Factbook, as companhias telefônicas privadas oferecem seus serviços na maioria das grandes cidades atrás de tecnologia wireless, cobrando as taxas mais baixas do continente.  A The Economist considera a indústria telefônica da Somália anárquica como "uma vívida ilustração da maneira pela qual os governos muitas vezes podem ser mais um obstáculo do que uma ajuda."

### Eletricidade
Desde 1991, a Somália tem carecido de um funcionamento da rede de eletricidade central, mas os empresários privados têm oferecido a geração de eletricidade de forma localizada, normalmente oferecendo uma escolha de noite, de dia ou 24 horas de eletricidade. Gaalkacyo, uma cidade desértica na região central da Somália, foi fornecida com postes de luz pelo empresário local Abdirizak Osman, que expandiu suas empresas de telecomunicações para geradores de energia, não só a iluminação da cidade, mas também fornecendo energia gratuita  para o hospital local.
A iniciativa privada também coletou e distribuiu água, embora, devido à falta de purificação há pouco acesso a água potável

### Mídia
Desde a queda do governo, dezenas de estações privadas jornais, rádio e televisão proliferaram (Mogadíscio tem duas estações de TV em feroz competição), com estações de rádio privadas ou jornais em quase todas as grandes cidades.

### Transporte
Em 1991, antes do colapso do governo, a companhia aérea nacional tinha apenas um avião. Agora, há cerca de quinze companhias aéreas, mais de sessenta aviões, seis destinos internacionais e várias rotas domésticas. Companhias aéreas privadas, como a Air Somalia e Daallo Airlines, servem vários locais, tanto nacionais quanto internacionais, como Djibuti, Emirados Árabes Unidos, Paris e Londres. De acordo com um relatório do Banco Mundial em 2005, "o negócio das companhias áreas na Somália está prosperando com mais de cinco operadoras e guerra de preços entre as empresas." Mohammed Yassin Olad, proprietário da Daallo Airlines, afirmou que a ausência de governo tem levado a dificuldades e benefícios, e comentou que "a corrupção não é um problema, porque não há governo... Nós construímos os aeroportos, fazemos a manutenção deles e só voamos quando temos certeza de que é seguro."
A prosperidade da indústria aérea se contrapõe com a decadência do transporte rodoviário; muitas estradas são frequentemente bloqueadas por postos de controle das milícias, que exigem  pagamento (entre US$ 3 e US$ 300, dependendo de mercadorias transportadas) para continuar a viagem. A BBC identificou sete desses bloqueios numa distância de apenas 50 km entre uma pista de pouso e a capital Mogadíscio. Grande parte do dinheiro é usado para comprar khat, uma droga local muito usada por milicianos. Dos 21.830 km de estradas na Somália, somente 12% (2.757) é pavimentado.
Apenas uma vila de pescadores antes de queda do governo, a cidade de Bosaso, localizada na região autônoma e relativamente estável de Puntlândia, desenvolveu-se como um hub regional com o importante porto ali construído. Em oito anos, a população cresceu de 5 mil para 150 mil sustentada por serviços prestados por empresas em um regime de livre concorrência e com os tribunais, escolas e uma universidade fundados pela comunidade local.

### Educação
Em um estudo de 2007 sobre o estado da educação na Somália desde o colapso da autoridade central em 1991, Abdullahi Sheikh Abdinoor constatou que "o povo somali se adaptou muito bem, dadas as circunstâncias, a ausência do Estado, apesar da contínua insegurança e ilegalidade vigente no país." Após a destruição do sistema e infra-estrutura de educação durante a guerra civil, muitas novas instituições de ensino foram abertas por membros da comunidade, empresas privadas e organizações não-governamentais islâmicas. A maioria das escolas é privada, com uma média de US$10 de mensalidade.
Em 2005, a Somália contava com 1.172 escolas, mas o analfabetismo ainda era alto bem com o número de crianças fora do escola, mantendo níveis bem semelhantes do que o período pré-guerra. Já o ensino secundário tem mostrado avanços desde 1998. No ensino universitário, duas novas universidade surgiram durante o período sem Estado.

## Condições econômicas

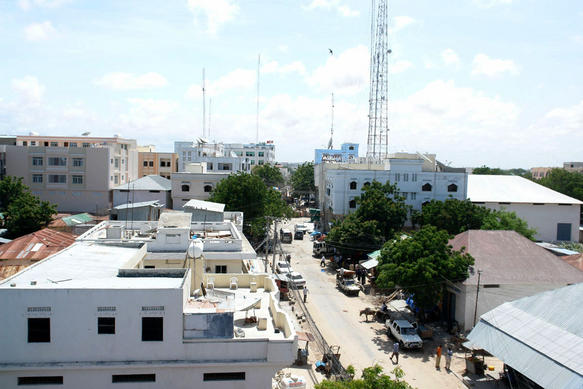
Mercado de Bakaara, no coração de Mogadíscio. Na ausência de regulamentação governamental, alguns mercados somalis têm prosperado.

Apesar de afirmar que não há estatísticas confiáveis  disponíveis para o período em questão, a Organização das Nações Unidas afirma que a Somália, que já é um dos países mais pobres do mundo, com o resultado da guerra civil tornou-se ainda mais pobres. No entanto, a CIA Factbook sustenta que apesar da anarquia aparente foram conseguidas melhorias durante o início dos anos 2000, sendo que o setor de serviços tem conseguido sobreviver e crescer. O principal mercado de Mogadíscio oferece uma variedade de produtos, de alimentos aos mais novos aparelhos eletrônicos. Hotéis continuar a funcionar, e as milícias proporcionam segurança.

## Tribunais Islâmicos

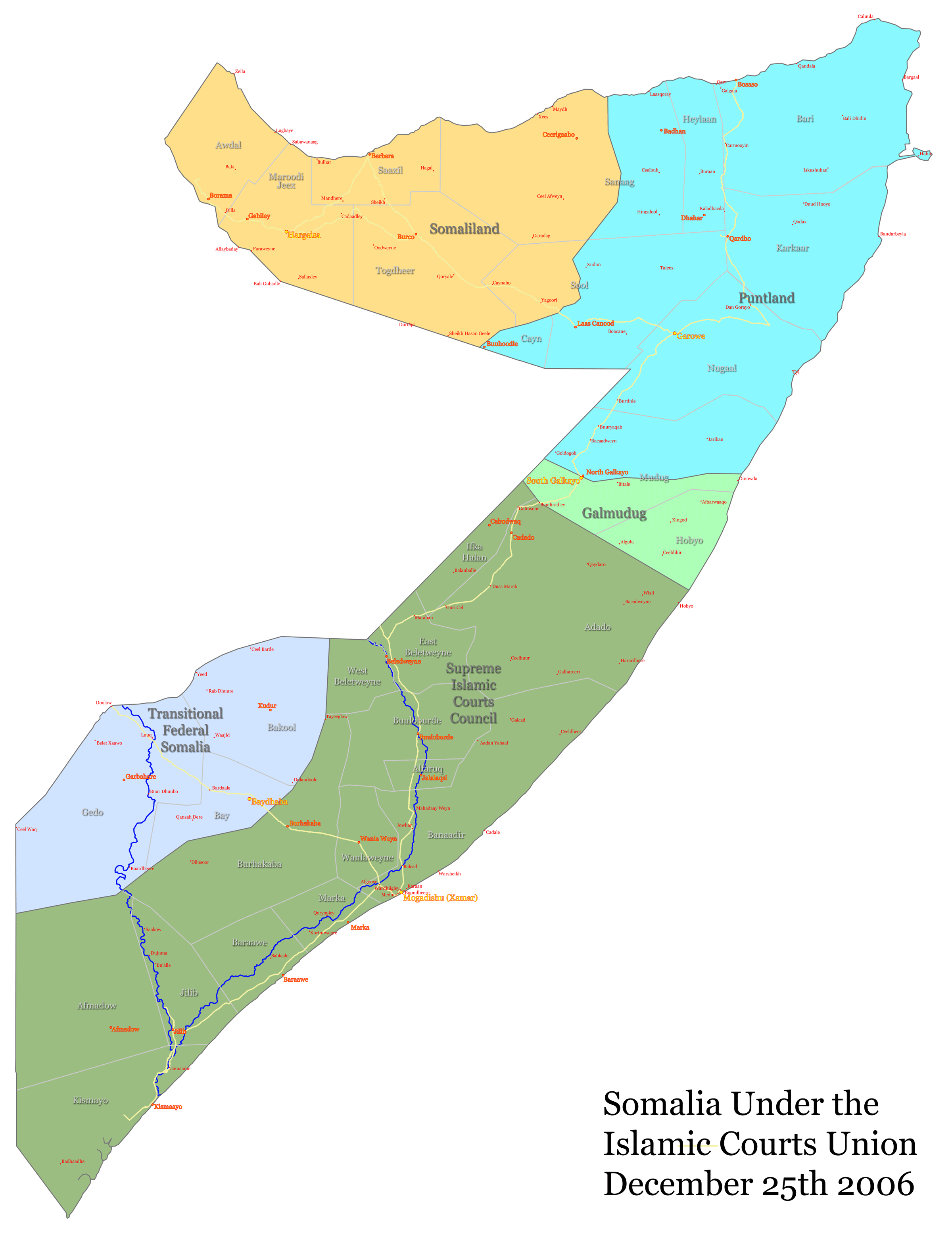
Mapa político da Somália em dezembro de 2006 mostrando a estrutura política da União dos Tribunais Islâmicos, no auge de seu poder durante a Guerra Civil Somali.

Após o colapso do governo central, grande parte do sistema legal e a maior parte das instituições de ensino e os serviços sociais caíram sob o controle das instituições religiosas, que muitas vezes receberam significativo financiamento e apoio de instituições de caridade internacionais. Em 2005, algumas dessas organizações clericais se uniram para formar a União das Cortes Islâmicas, depois que os senhores da guerra seculares começaram a desafiar as instituições judiciais baseadas na sharia. Desconfiados dos paramilitares islâmicos na época da Guerra ao Terror, a CIA canalizou centenas de milhares de dólares para os senhores da guerra seculares na Somália em 2006, pretendendo, assim, neutralizar a ameaça de supostos membros da Al Qaeda que acreditavam serem protegidos pela UCI. .  Isto foi citado por especialistas como um fator do ressurgimento das milícias islâmicas no país, o que levou este último a participar de ataques preventivos, que derrotaram os senhores da guerra e conduziram à tomada de Mogadíscio pela UCI. A UCI obteve o controle de Mogadíscio e seus arredores em Junho de 2006, após a Segunda Batalha de Mogadíscio. A UCI foi mais tarde derrubada pelos militares da Etiópia com o apoio das Nações Unidas, União Africana e o governo dos Estados Unidos. Depois que as forças das UCI foram expulsas de Mogadíscio, os líderes do Parlamento Federal de Transição da Somália entraram declarando-se os governadores legítimos da Somália. Em outubro de 2007, ainda havia uma oposição generalizada dentro da Somália para o GTF, e os líderes do GTF e seus aliados continuavam tentando suprimir uma forte insurgência. Em janeiro de 2009, o político Abdirahman Ahmed foi executado por suposta apostasia por um tribunal da sharia.

## Governo Federal de Transição
O Governo Federal de Transição é reconhecido internacionalmente como o governo da Somália. Foi estabelecido em 2004 como um sucessor para do extinto Governo Nacional de Transição, e atualmente ocupa assento da Somália nas Nações Unidas. O Governo Federal de Transição é aliado da União das Cortes Islâmicas e da Aliança para a Relibertação da Somália, e é apoiado pelos Estados Unidos, pelas Nações Unidas e pela União Africana. Suas forças estão lutando para conter a crescente insurgência na Somália e estão tentando obter controle do metade sul do país, como as regiões do norte são autônomas e relativamente estáveis. Como uma trégua, em março de 2009, a coalizão de governo da Somália recentemente criada anunciou que iria implementar a sharia como sistema judicial oficial da nação.